# 芋饅頭
芋饅頭是台灣小吃。起自魯凱族祖人流傳下來，是為上山狩獵的族人，發明出乾糧的食物，以便於攜帶與儲放。芋饅頭流傳於魯凱族的部落，用石板封閉形成密室來烘培山芋，因此吃起來軟硬適中，比一般麵包硬，但較法國麵包軟。

## 外部連結
- 微笑行腳部落格[]